# Keltenmuseum

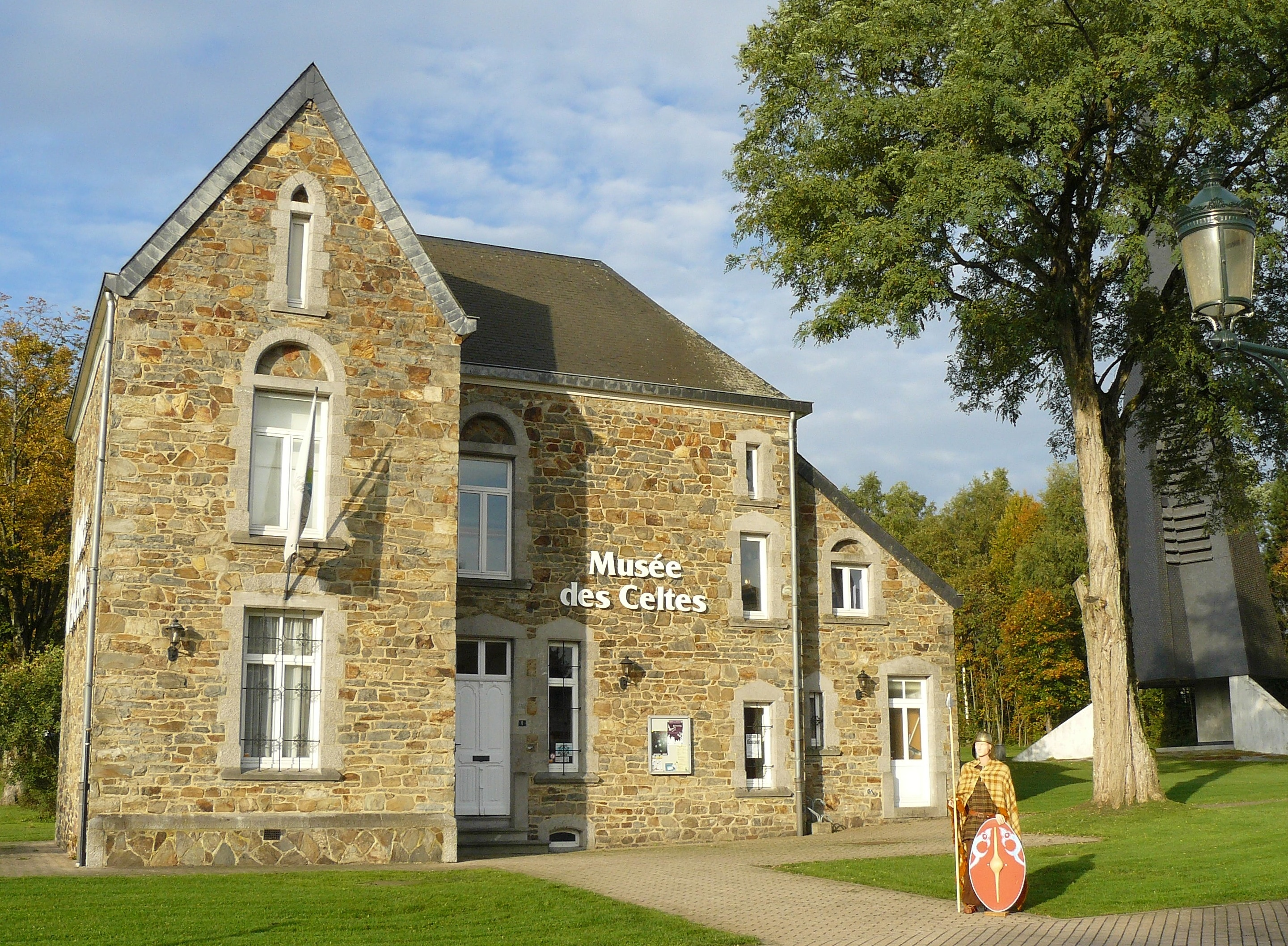
Museum van de Kelten

Het Keltenmuseum of Museum van de Kelten (Frans: Musée des Celtes) is een museum in het Belgische Libramont. Het museum werd in 1998 geopend om de resultaten te tonen van dertig jaar archeologische opgravingen naar de Kelten in de Ardennen. Het Keltenmuseum hangt af van het Centre de recherches archéologiques en Ardenne (CRAA).  Tussen 2019 en 2021 werd het Museum van de Kelten vernieuwd.
Het Museum van de Kelten was tot 2021 gehuisvest in een voormalige pastorie en sindsdien in de tentoonstellingshallen (halle aux foires) op het gemeenteplein. Het museum telt zes tentoonstellingszalen. In het museum wordt aan de hand van archeologische vondsten aandacht besteed aan de Kelten en de geschiedenis van de Ardennen. Verschillende facetten van het dagelijkse leven worden belicht: begrafenisrituelen, handel, kleding, woningen, gereedschap, etc. 